# Hugo Ansems
Hugo Ansems (25 april 1942) is een Belgisch voormalig politicus voor de SP. 

## Levensloop
Na de lokale verkiezingen van 1976 werd hij aangesteld als schepen te Niel. In 1987 volgde hij Jan De Borger op als burgemeester van de gemeente. Hij was de laatste lijsttrekker tot op heden - bij de lokale verkiezingen van 1988 - die er in slaagde een absolute meerderheid te behalen met zijn kieslijst. In 1992 legde hij zijn ambt neer wegens gezondsperikelen, tevens verliet hij daarbij onmiddellijk de politiek. Hij werd opgevolgd door partijgenoot Georges Deckers.
In 2010 was hij de drijvende kracht achter de frietexpo, deze kreeg later een plekje in het Frietmuseum te Brugge.
Aan de Rupel is zijn gedicht Rupera Nostra te lezen op een poëziepaneel.